# Talcahuano
Talcahuano je lučki grad i općina u središnjem Čileu. Dio je druge najveće konurbacije u Čileu koja se naziva Veliki Concepción. Grad pripada regiji Biobío i provinciji Concepción.
Prema popisu iz 2002. godine grad je imao 250.348 stanovnika (121.778 muškaraca i 128.570 žena). Od tog broja, 248.964 ili 99,4% živjelo je u urbanom području, dok je u ruralnim područjma živjelo 1.384 ili 0,6% stanovnika. 
Službeni datum osnutka Talcahuana je 5. studenog 1764. kada ga je Antonio Guill y Gonzaga proglasio službenom lukom. Međutim, Talcahuano se u povijesnim knjigama pojavljuje još 1544. godine.
27. veljače 2010. Talcahuano je devastiran nakon potresa magnitude 8,8 stupnjeva i njegovog naknadnog tsunamija. 80% stanovnika grada ostalo je bez krova nad glavom, a uništeno je oko deset tisuća kuća. Procjenjuje se da je tsunami bio viši od 7,5 metara.

## Također pogledajte
- Veliki Concepción

## Vanjske poveznice
|  | Zajednički poslužitelj ima još gradiva o temi Talcahuano |

- Službene stranice  Arhivirana inačica izvorne stranice od 17. listopada 2017. (Wayback Machine) (šp.)
- thno.info  Arhivirana inačica izvorne stranice od 6. kolovoza 2020. (Wayback Machine) (šp.)
- ASMAR - Astillero de Talcahuano  Arhivirana inačica izvorne stranice od 23. srpnja 2012. (Wayback Machine) (šp.)